# Niraparib
Niraparib (originalmente MK-4827) es un medicamento que se emplea para el tratamiento del cáncer de ovario y otros tipos de cáncer, pertenece a la familia de los inhibidores de la poli ADP ribosa polimerasa. Se administra por vía oral. Fue desarrollado por Tesaro. Se clasifica como un inhibidor de PARP1 y PARP2. Su uso fue aprobado por la Administración de Alimentos y Medicamentos de Estados Unidos (FDA) en el año 2017 y poco después por la Agencia Europea de Medicamentos.

## Ensayos clínicos
En octubre de 2016 se publicó en la revista médica The New England Journal of Medicine los resultados de un estudio realizado por ENGOT-OV16/NOVA. El trabajo constató una buena respuesta al fármaco, tomando como parámetro principal la supervivencia libre de progresión.

## Mecanismo de acción
Inhibe la acción de la enzima poli ADP ribosa polimerasa (PARP) que está encargada de la reparación de los daños del ADN tanto en las células normales como en las cancerígenas.

## Indicaciones médicas
El niraparib está indicado para el tratamiento de mantenimiento de adultos con cáncer epitelial de ovario, de trompas de Falopio o peritoneal primario recidivante que presentan una respuesta completa o parcial a la quimioterapia basada en platino.
En octubre de 2019, se amplió la indicación de niraparib para incluir a personas con cáncer avanzado de ovario, de trompas de Falopio o peritoneal primario tratadas con tres o más regímenes de quimioterapia anteriores y cuyo cáncer está relacionado con un estado positivo de deficiencia de recombinación homóloga (HRD). La HRD se define por una mutación BRCA nociva o presuntamente nociva, o inestabilidad genómica en pacientes con progresión de la enfermedad más de seis meses después de la respuesta a la última quimioterapia basada en platino
En abril de 2020, la indicación de niraparib se amplió para incluir el tratamiento de mantenimiento de adultos con cáncer epitelial avanzado de ovario, de trompas de Falopio o peritoneal primario que están en una respuesta completa o parcial a la quimioterapia de primera línea basada en platino.
En la Unión Europea, niraparib está indicado como monoterapia:
- Cáncer epitelial avanzado (estadios III y IV de FIGO) de ovario, de trompas de Falopio o peritoneal primario de alto grado que están en respuesta (completa o parcial) después de completar el quimioterapia de primera línea basada en platino
- Como mantención en cáncer de ovario epitelial seroso de alto grado, de trompas de Falopio o peritoneal primario recidivante sensible al platino que están en respuesta (completa o parcial) a la quimioterapia basada en platino.

## Efectos secundarios
Los efectos secundarios más frecuentemente observados tras la administración del fármaco se deben a toxicidad hematológica, entre ellos anemia, neutropenia y trombocitopenia. También puede aparecer sensación de náuseas y cansancio.